# Campeonato de Primera División 1931 (Argentina)
El Campeonato de Primera División 1931 fue el primero de la era profesional de la Primera División de Argentina. Lo organizó la Liga Argentina de Football, asociación disidente de la FIFA hasta que en 1934 se fusionó con la Asociación Argentina de Football (Amateurs y Profesionales), para tomar el nombre de Asociación del Football Argentino. 
Luego de disputada parcialmente, el día 10 de mayo, una primera fecha del torneo de la Asociación Amateur Argentina de Football, la liga se fundó el 19 de mayo de 1931, cuando 18 clubes, entre ellos los de mayor convocatoria de Buenos Aires, su conurbano y La Plata, decidieron retirarse de esa Asociación, que era la entidad oficial. Esto significó un avance en la organización de los torneos, que se veían desbordados con la participación de hasta 36 equipos, lo que determinaba que los certámenes continuaran durante la época estival y concluyeran entrado el año siguiente, con el consecuente desinterés de los aficionados.[cita requerida]
Este proceso fue precedido por una huelga de jugadores, iniciada el 10 de abril, con el fin de que se reconociera su condición de profesionales y se regularizaran los traspasos entre equipos. 
El certamen se desarrolló entre el 31 de mayo de 1931 y el 6 de enero de 1932, en dos ruedas de todos contra todos, aunque dos partidos pendientes se jugaron después de esa fecha. Consagró campeón al Club Atlético Boca Juniors por séptima vez, que se aseguró el título una fecha antes de la finalización del torneo, tras un triunfo por 4 a 2, en condición de local, contra el Club Atlético Talleres (RdE). Como consecuencia, fue el primer campeón del profesionalismo.
Al mismo tiempo, la oficial Asociación Argentina de Football (Amateurs y Profesionales) organizó su propio torneo.

## Equipos
| Equipo             | Ciudad               |
| ------------------ | -------------------- |
| Argentinos Juniors | Buenos Aires         |
| Atlanta            | Buenos Aires         |
| Boca Juniors       | Buenos Aires         |
| Chacarita Juniors  | Buenos Aires         |
| Estudiantes        | La Plata             |
| Ferro Carril Oeste | Buenos Aires         |
| Gimnasia y Esgrima | La Plata             |
| Huracán            | Buenos Aires         |
| Independiente      | Avellaneda           |
| Lanús              | Lanús                |
| Platense           | Buenos Aires         |
| Quilmes            | Quilmes              |
| Racing Club        | Avellaneda           |
| River Plate        | Buenos Aires         |
| San Lorenzo        | Buenos Aires         |
| Talleres           | Remedios de Escalada |
| Tigre              | Rincón de Milberg    |
| Vélez Sarsfield    | Buenos Aires         |

### Distribución geográfica de los equipos
| Región                 | Cant. | Equipos |
| ---------------------- | ----- | --- |
| Ciudad de Buenos Aires | 10    | Argentinos Juniors, Atlanta, Boca Juniors, Chacarita Juniors, Ferro Carril Oeste, Huracán, Platense, River Plate, San Lorenzo y Vélez Sarsfield |
| Conurbano bonaerense   | 6     | Independiente, Lanús, Quilmes, Racing Club, Talleres (RdE) y Tigre                                                                              |
| Ciudad de La Plata     | 2     | Estudiantes y Gimnasia y Esgrima |

## Tabla de posiciones final
| Pos. | Equipo                  | Pts. | PJ | PG | PE | PP | GF  | GC | Dif. |
| ---- | ----------------------- | ---- | -- | -- | -- | -- | --- | -- | ---- |
| 1.º  | Boca Juniors            | 50   | 34 | 22 | 6  | 6  | 85  | 49 | 36   |
| 2.º  | San Lorenzo             | 45   | 34 | 19 | 7  | 8  | 81  | 52 | 29   |
| 3.º  | Estudiantes (LP)        | 44   | 34 | 20 | 4  | 10 | 103 | 51 | 52   |
| 4.º  | River Plate             | 44   | 34 | 19 | 6  | 9  | 63  | 39 | 24   |
| 5.º  | Racing Club             | 43   | 34 | 19 | 5  | 10 | 81  | 51 | 30   |
| 6.º  | Independiente           | 43   | 34 | 18 | 7  | 9  | 69  | 60 | 9    |
| 7.º  | Chacarita Juniors       | 42   | 34 | 18 | 6  | 10 | 63  | 58 | 5    |
| 8.º  | Huracán                 | 33   | 34 | 13 | 7  | 14 | 58  | 49 | 9    |
| 9.º  | Vélez Sarsfield         | 33   | 34 | 13 | 7  | 14 | 63  | 68 | −5   |
| 10.º | Ferro Carril Oeste      | 32   | 34 | 12 | 8  | 14 | 60  | 74 | −14  |
| 11.º | Argentinos Juniors      | 31   | 34 | 12 | 7  | 15 | 49  | 61 | −12  |
| 12.º | Gimnasia y Esgrima (LP) | 30   | 34 | 9  | 12 | 13 | 42  | 64 | −22  |
| 13.º | Platense                | 29   | 34 | 13 | 3  | 18 | 52  | 52 | 0    |
| 14.º | Quilmes                 | 29   | 34 | 12 | 5  | 17 | 53  | 62 | −9   |
| 15.º | Talleres (RdE)          | 24   | 34 | 11 | 2  | 21 | 48  | 68 | −20  |
| 16.º | Tigre                   | 23   | 34 | 8  | 7  | 19 | 47  | 70 | −23  |
| 17.º | Lanús                   | 22   | 34 | 10 | 2  | 22 | 43  | 82 | −39  |
| 18.º | Atlanta                 | 15   | 34 | 4  | 7  | 23 | 33  | 83 | −50  |

## Resultados
| Fecha 1            | Fecha 1   | Fecha 1            | Fecha 1 |
| Local              | Resultado | Visitante          |         |
| ------------------ | --------- | ------------------ | ------- |
| Atlanta            | 0 - 1     | River Plate        |         |
| San Lorenzo        | 4 - 2     | Tigre              |         |
| Estudiantes        | 3 - 0     | Talleres (RdE)     |         |
| Boca Juniors       | 0 - 0     | Chacarita Juniors  |         |
| Platense           | 1 - 0     | Vélez Sarsfield    |         |
| Quilmes            | 0 - 4     | Huracán            |         |
| Ferro Carril Oeste | 2 - 0     | Argentinos Juniors |         |
| Lanús              | 1 - 2     | Gimnasia (LP)      |         |
| Independiente      | 1 - 4     | Racing Club        |         |

| Gimnasia (LP)      | 3 - 2 | Boca Juniors       |
| Argentinos Juniors | 1 - 1 | Independiente      |
| Talleres (RdE)     | 3 - 1 | San Lorenzo        |
| Huracán            | 0 - 1 | Ferro Carril Oeste |
| Racing Club        | 5 - 1 | Platense           |
| Quilmes            | 4 - 1 | Lanús              |
| River Plate        | 2 - 1 | Estudiantes        |
| Vélez Sarsfield    | 3 - 2 | Tigre              |
| Chacarita Juniors  | 1 - 3 | Atlanta            |

| Fecha 3            | Fecha 3   | Fecha 3            | Fecha 3 |
| Local              | Resultado | Visitante          |         |
| ------------------ | --------- | ------------------ | ------- |
| Boca Juniors       | 5 - 1     | Quilmes            |         |
| Estudiantes        | 7 - 0     | Chacarita Juniors  |         |
| Talleres (RdE)     | 1 - 3     | River Plate        |         |
| Ferro Carril Oeste | 3 - 0     | Lanús              |         |
| Tigre              | 1 - 0     | Racing Club        |         |
| Independiente      | 3 - 1     | Huracán            |         |
| Atlanta            | 0 - 0     | Gimnasia (LP)      |         |
| Platense           | 0 - 2     | Argentinos Juniors |         |
| San Lorenzo        | 3 - 0     | Vélez Sarsfield    |         |

| Gimnasia (LP)      | 1 - 1 | Estudiantes     |
| Argentinos Juniors | 1 - 0 | Tigre           |
| Ferro Carril Oeste | 1 - 2 | Boca Juniors    |
| Lanús              | 0 - 2 | Independiente   |
| Quilmes            | 1 - 0 | Atlanta         |
| Chacarita Juniors  | 1 - 3 | Talleres (RdE)  |
| Huracán            | 1 - 0 | Platense        |
| River Plate        | 2 - 0 | San Lorenzo     |
| Racing Club        | 6 - 0 | Vélez Sarsfield |

| Fecha 5         | Fecha 5   | Fecha 5            | Fecha 5 |
| Local           | Resultado | Visitante          |         |
| --------------- | --------- | ------------------ | ------- |
| San Lorenzo     | 5 - 1     | Racing Club        |         |
| Independiente   | 2 - 3     | Boca Juniors       |         |
| Tigre           | 2 - 0     | Huracán            |         |
| Atlanta         | 1 - 4     | Ferro Carril Oeste |         |
| Talleres (RdE)  | 1 - 2     | Gimnasia (LP)      |         |
| Vélez Sarsfield | 1 - 0     | Argentinos Juniors |         |
| River Plate     | 2 - 3     | Chacarita Juniors  |         |
| Estudiantes     | 2 - 0     | Quilmes            |         |
| Platense        | 1 - 2     | Lanús              |         |

| Argentinos Juniors | 4 - 3 | Racing Club     |
| Chacarita Juniors  | 0 - 1 | San Lorenzo     |
| Ferro Carril Oeste | 2 - 5 | Estudiantes     |
| Boca Juniors       | 4 - 1 | Platense        |
| Lanús              | 0 - 0 | Tigre           |
| Independiente      | 6 - 1 | Atlanta         |
| Gimnasia (LP)      | 0 - 1 | River Plate     |
| Huracán            | 1 - 0 | Vélez Sarsfield |
| Quilmes            | 1 - 0 | Talleres (RdE)  |

| Fecha 7           | Fecha 7   | Fecha 7            | Fecha 7 |
| Local             | Resultado | Visitante          |         |
| ----------------- | --------- | ------------------ | ------- |
| Talleres (RdE)    | 3 - 2     | Ferro Carril Oeste |         |
| San Lorenzo       | 4 - 0     | Argentinos Juniors |         |
| Chacarita Juniors | 1 - 0     | Gimnasia (LP)      |         |
| Estudiantes       | 5 - 2     | Independiente      |         |
| Tigre             | 2 - 2     | Boca Juniors       |         |
| Platense          | 3 - 0     | Atlanta            |         |
| Racing Club       | 1 - 0     | Huracán            |         |
| River Plate       | 1 - 2     | Quilmes            |         |
| Vélez Sarsfield   | 3 - 3     | Lanús              |         |

| Boca Juniors       | 4 - 2 | Vélez Sarsfield    |
| Huracán            | 0 - 1 | Argentinos Juniors |
| Platense           | 0 - 4 | Estudiantes        |
| Lanús              | 3 - 0 | Racing Club        |
| Atlanta            | 2 - 2 | Tigre              |
| Quilmes            | 6 - 1 | Chacarita Juniors  |
| Independiente      | 1 - 0 | Talleres (RdE)     |
| Gimnasia (LP)      | 2 - 2 | San Lorenzo        |
| Ferro Carril Oeste | 0 - 0 | River Plate        |

| Fecha 9            | Fecha 9   | Fecha 9            | Fecha 9 |
| Local              | Resultado | Visitante          |         |
| ------------------ | --------- | ------------------ | ------- |
| San Lorenzo        | 3 - 0     | Huracán            |         |
| Racing Club        | 1 - 2     | Boca Juniors       |         |
| Vélez Sarsfield    | 6 - 1     | Atlanta            |         |
| River Plate        | 1 - 0     | Independiente      |         |
| Chacarita Juniors  | 4 - 3     | Ferro Carril Oeste |         |
| Argentinos Juniors | 1 - 0     | Lanús              |         |
| Gimnasia (LP)      | 1 - 4     | Quilmes            |         |
| Talleres (RdE)     | 1 - 0     | Platense           |         |
| Tigre              | 1 - 0     | Estudiantes        |         |

| Boca Juniors       | 2 - 1 | Argentinos Juniors |
| Estudiantes        | 2 - 1 | Vélez Sarsfield    |
| Atlanta            | 1 - 0 | Racing Club        |
| Independiente      | 1 - 1 | Chacarita Juniors  |
| Tigre              | 2 - 0 | Talleres (RdE)     |
| San Lorenzo        | 5 - 2 | Quilmes            |
| Ferro Carril Oeste | 0 - 0 | Gimnasia (LP)      |
| Lanús              | 3 - 2 | Huracán            |
| Platense           | 2 - 1 | River Plate        |

| Fecha 11           | Fecha 11  | Fecha 11           | Fecha 11 |
| Local              | Resultado | Visitante          |          |
| ------------------ | --------- | ------------------ | -------- |
| River Plate        | 3 - 0     | Tigre              |          |
| Chacarita Juniors  | 0 - 0     | Platense           |          |
| Lanús              | 1 - 4     | San Lorenzo        |          |
| Gimnasia (LP)      | 2 - 1     | Independiente      |          |
| Racing Club        | 1 - 1     | Estudiantes        |          |
| Vélez Sarsfield    | 2 - 1     | Talleres (RdE)     |          |
| Huracán            | 1 - 2     | Boca Juniors       |          |
| Argentinos Juniors | 1 - 1     | Atlanta            |          |
| Quilmes            | 2 - 1     | Ferro Carril Oeste |          |

| Tigre           | 3 - 3 | Chacarita Juniors  |
| Platense        | 4 - 1 | Gimnasia (LP)      |
| San Lorenzo     | 5 - 2 | Ferro Carril Oeste |
| Independiente   | 1 - 1 | Quilmes            |
| Talleres (RdE)  | 0 - 2 | Racing Club        |
| Estudiantes     | 5 - 1 | Argentinos Juniors |
| Atlanta         | 0 - 0 | Huracán            |
| Vélez Sarsfield | 2 - 3 | River Plate        |
| Boca Juniors    | 6 - 0 | Lanús              |

| Fecha 13           | Fecha 13  | Fecha 13        | Fecha 13 |
| Local              | Resultado | Visitante       |          |
| ------------------ | --------- | --------------- | -------- |
| Boca Juniors       | 0 - 2     | San Lorenzo     |          |
| Quilmes            | 1 - 1     | Platense        |          |
| Racing Club        | 1 - 1     | River Plate     |          |
| Argentinos Juniors | 3 - 0     | Talleres (RdE)  |          |
| Lanús              | 2 - 1     | Atlanta         |          |
| Gimnasia (LP)      | 3 - 0     | Tigre           |          |
| Chacarita Juniors  | 1 - 3     | Vélez Sarsfield |          |
| Huracán            | 2 - 1     | Estudiantes     |          |
| Ferro Carril Oeste | 1 - 1     | Independiente   |          |

| San Lorenzo     | 1 - 1 | Independiente      |
| Racing Club     | 3 - 2 | Chacarita Juniors  |
| River Plate     | 4 - 3 | Argentinos Juniors |
| Atlanta         | 1 - 3 | Boca Juniors       |
| Estudiantes     | 8 - 0 | Lanús              |
| Talleres (RdE)  | 2 - 4 | Huracán            |
| Platense        | 4 - 1 | Ferro Carril Oeste |
| Tigre           | 4 - 1 | Quilmes            |
| Vélez Sarsfield | 1 - 1 | Gimnasia (LP)      |

| Fecha 15           | Fecha 15  | Fecha 15          | Fecha 15 |
| Local              | Resultado | Visitante         |          |
| ------------------ | --------- | ----------------- | -------- |
| Atlanta            | 1 - 2     | San Lorenzo       |          |
| Lanús              | 0 - 1     | Talleres (RdE)    |          |
| Huracán            | 1 - 1     | River Plate       |          |
| Argentinos Juniors | 0 - 2     | Chacarita Juniors |          |
| Boca Juniors       | 2 - 2     | Estudiantes       |          |
| Ferro Carril Oeste | 4 - 3     | Tigre             |          |
| Quilmes            | 2 - 3     | Vélez Sarsfield   |          |
| Independiente      | 2 - 0     | Platense          |          |
| Gimnasia (LP)      | 1 - 1     | Racing Club       |          |

| Talleres (RdE)     | 0 - 2 | Boca Juniors       |
| Estudiantes        | 6 - 1 | Atlanta            |
| San Lorenzo        | 4 - 3 | Platense           |
| River Plate        | 4 - 0 | Lanús              |
| Vélez Sarsfield    | 1 - 1 | Ferro Carril Oeste |
| Racing Club        | 1 - 1 | Quilmes            |
| Argentinos Juniors | 1 - 1 | Gimnasia (LP)      |
| Chacarita Juniors  | 3 - 1 | Huracán            |
| Tigre              | 1 - 4 | Independiente      |

| Fecha 17           | Fecha 17  | Fecha 17           | Fecha 17 |
| Local              | Resultado | Visitante          |          |
| ------------------ | --------- | ------------------ | -------- |
| Ferro Carril Oeste | 2 - 1     | Racing Club        |          |
| Estudiantes        | 1 - 0     | San Lorenzo        |          |
| Independiente      | 1 - 0     | Vélez Sarsfield    |          |
| Huracán            | 1 - 1     | Gimnasia (LP)      |          |
| Quilmes            | 0 - 1     | Argentinos Juniors |          |
| Platense           | 3 - 1     | Tigre              |          |
| Atlanta            | 2 - 4     | Talleres (RdE)     |          |
| Lanús              | 1 - 2     | Chacarita Juniors  |          |
| Boca Juniors       | 1 - 1     | River Plate        |          |

| Talleres (RdE)     | 4 - 4 | Estudiantes        |
| Racing Club        | 7 - 4 | Independiente      |
| River Plate        | 1 - 0 | Atlanta            |
| Argentinos Juniors | 3 - 1 | Ferro Carril Oeste |
| Chacarita Juniors  | 3 - 1 | Boca Juniors       |
| Vélez Sarsfield    | 2 - 1 | Platense           |
| Huracán            | 3 - 1 | Quilmes            |
| Tigre              | 3 - 2 | San Lorenzo        |
| Gimnasia (LP)      | 3 - 5 | Lanús              |

| Fecha 19           | Fecha 19  | Fecha 19           | Fecha 19 |
| Local              | Resultado | Visitante          |          |
| ------------------ | --------- | ------------------ | -------- |
| San Lorenzo        | 0 - 4     | Talleres (RdE)     |          |
| Platense           | 0 - 1     | Racing Club        |          |
| Ferro Carril Oeste | 2 - 6     | Huracán            |          |
| Lanús              | 2 - 1     | Quilmes            |          |
| Tigre              | 1 - 2     | Vélez Sarsfield    |          |
| Independiente      | 3 - 2     | Argentinos Juniors |          |
| Boca Juniors       | 5 - 0     | Gimnasia (LP)      |          |
| Atlanta            | 1 - 5     | Chacarita Juniors  |          |
| Estudiantes        | 2 - 3     | River Plate        |          |

| River Plate        | 1 - 1 | Talleres (RdE)     |
| Chacarita Juniors  | 5 - 1 | Estudiantes        |
| Racing Club        | 2 - 2 | Tigre              |
| Vélez Sarsfield    | 4 - 3 | San Lorenzo        |
| Huracán            | 5 - 1 | Independiente      |
| Quilmes            | 1 - 2 | Boca Juniors       |
| Gimnasia (LP)      | 0 - 0 | Atlanta            |
| Argentinos Juniors | 0 - 1 | Platense           |
| Lanús              | 2 - 3 | Ferro Carril Oeste |

| Fecha 21        | Fecha 21  | Fecha 21           | Fecha 21 |
| Local           | Resultado | Visitante          |          |
| --------------- | --------- | ------------------ | -------- |
| Vélez Sarsfield | 2 - 3     | Racing Club        |          |
| Estudiantes     | 2 - 3     | Gimnasia (LP)      |          |
| Independiente   | 4 - 1     | Lanús              |          |
| Atlanta         | 0 - 1     | Quilmes            |          |
| San Lorenzo     | 0 - 0     | River Plate        |          |
| Boca Juniors    | 3 - 3     | Ferro Carril Oeste |          |
| Talleres (RdE)  | 1 - 5     | Chacarita Juniors  |          |
| Platense        | 3 - 1     | Huracán            |          |
| Tigre           | 0 - 0     | Argentinos Juniors |          |

| Boca Juniors       | 1 - 1 | Independiente   |
| Huracán            | 3 - 1 | Tigre           |
| Ferro Carril Oeste | 3 - 2 | Atlanta         |
| Argentinos Juniors | 4 - 2 | Vélez Sarsfield |
| Lanús              | 1 - 1 | Platense        |
| Racing Club        | 5 - 0 | San Lorenzo     |
| Quilmes            | 2 - 4 | Estudiantes     |
| Chacarita Juniors  | 1 - 0 | River Plate     |
| Gimnasia (LP)      | 2 - 0 | Talleres (RdE)  |

| Fecha 23        | Fecha 23  | Fecha 23           | Fecha 23 |
| Local           | Resultado | Visitante          |          |
| --------------- | --------- | ------------------ | -------- |
| Atlanta         | 0 - 1     | Independiente      |          |
| San Lorenzo     | 0 - 0     | Chacarita Juniors  |          |
| Estudiantes     | 8 - 0     | Ferro Carril Oeste |          |
| Racing Club     | 3 - 1     | Argentinos Juniors |          |
| Talleres (RdE)  | 2 - 0     | Quilmes            |          |
| Tigre           | 2 - 0     | Lanús              |          |
| Platense        | 3 - 5     | Boca Juniors       |          |
| Vélez Sarsfield | 0 - 0     | Huracán            |          |
| River Plate     | 4 - 1     | Gimnasia (LP)      |          |

| Ferro Carril Oeste | 3 - 1 | Talleres (RdE)    |
| Quilmes            | 1 - 0 | River Plate       |
| Argentinos Juniors | 2 - 4 | San Lorenzo       |
| Boca Juniors       | 3 - 2 | Tigre             |
| Lanús              | 0 - 2 | Vélez Sarsfield   |
| Independiente      | 3 - 2 | Estudiantes       |
| Huracán            | 2 - 4 | Racing Club       |
| Gimnasia (LP)      | 1 - 2 | Chacarita Juniors |
| Atlanta            | 0 - 3 | Platense          |

| Fecha 25           | Fecha 25  | Fecha 25           | Fecha 25 |
| Local              | Resultado | Visitante          |          |
| ------------------ | --------- | ------------------ | -------- |
| Estudiantes        | 2 - 0     | Platense           |          |
| Tigre              | 1 - 1     | Atlanta            |          |
| San Lorenzo        | 3 - 0     | Gimnasia (LP)      |          |
| Chacarita Juniors  | 4 - 1     | Quilmes            |          |
| Racing Club        | 4 - 2     | Lanús              |          |
| Argentinos Juniors | 1 - 1     | Huracán            |          |
| River Plate        | 2 - 0     | Ferro Carril Oeste |          |
| Talleres (RdE)     | 3 - 0     | Independiente      |          |
| Vélez Sarsfield    | 1 - 2     | Boca Juniors       |          |

| Boca Juniors       | 0 - 1 | Racing Club        |
| Estudiantes        | 3 - 0 | Tigre              |
| Independiente      | 2 - 1 | River Plate        |
| Quilmes            | 6 - 0 | Gimnasia (LP)      |
| Platense           | 2 - 1 | Talleres (RdE)     |
| Huracán            | 1 - 1 | San Lorenzo        |
| Ferro Carril Oeste | 0 - 0 | Chacarita Juniors  |
| Lanús              | 1 - 3 | Argentinos Juniors |
| Atlanta            | 1 - 1 | Vélez Sarsfield    |

| Fecha 27           | Fecha 27  | Fecha 27           | Fecha 27 |
| Local              | Resultado | Visitante          |          |
| ------------------ | --------- | ------------------ | -------- |
| Vélez Sarsfield    | 3 - 3     | Estudiantes        |          |
| Argentinos Juniors | 0 - 5     | Boca Juniors       |          |
| Huracán            | 2 - 0     | Lanús              |          |
| Racing Club        | 4 - 1     | Atlanta            |          |
| Talleres (RdE)     | 2 - 1     | Tigre              |          |
| Quilmes            | 1 - 1     | San Lorenzo        |          |
| River Plate        | 2 - 5     | Platense           |          |
| Chacarita Juniors  | 1 - 3     | Independiente      |          |
| Gimnasia (LP)      | 1 - 3     | Ferro Carril Oeste |          |

| San Lorenzo        | 4 - 1 | Lanús              |
| Estudiantes        | 6 - 3 | Racing Club        |
| Atlanta            | 1 - 2 | Argentinos Juniors |
| Talleres (RdE)     | 1 - 3 | Vélez Sarsfield    |
| Platense           | 0 - 1 | Chacarita Juniors  |
| Independiente      | 1 - 1 | Gimnasia (LP)      |
| Boca Juniors       | 2 - 1 | Huracán            |
| Tigre              | 2 - 5 | River Plate        |
| Ferro Carril Oeste | 1 - 0 | Quilmes            |

| Fecha 29           | Fecha 29  | Fecha 29        | Fecha 29 |
| Local              | Resultado | Visitante       |          |
| ------------------ | --------- | --------------- | -------- |
| Lanús              | 5 - 2     | Boca Juniors    |          |
| River Plate        | 5 - 1     | Vélez Sarsfield |          |
| Quilmes            | 1 - 2     | Independiente   |          |
| Ferro Carril Oeste | 1 - 4     | San Lorenzo     |          |
| Chacarita Juniors  | 4 - 2     | Tigre           |          |
| Argentinos Juniors | 1 - 0     | Estudiantes     |          |
| Huracán            | 5 - 0     | Atlanta         |          |
| Racing Club        | 2 - 0     | Talleres (RdE)  |          |
| Gimnasia (LP)      | 2 - 1     | Platense        |          |

| San Lorenzo     | 0 - 0 | Boca Juniors       |
| Talleres (RdE)  | 2 - 1 | Argentinos Juniors |
| Atlanta         | 1 - 2 | Lanús              |
| Independiente   | 2 - 1 | Ferro Carril Oeste |
| Platense        | 3 - 0 | Quilmes            |
| River Plate     | 1 - 1 | Racing Club        |
| Vélez Sarsfield | 2 - 3 | Chacarita Juniors  |
| Tigre           | 1 - 2 | Gimnasia (LP)      |
| Estudiantes     | 4 - 1 | Huracán            |

| Fecha 31           | Fecha 31  | Fecha 31        | Fecha 31 |
| Local              | Resultado | Visitante       |          |
| ------------------ | --------- | --------------- | -------- |
| Independiente      | 5 - 3     | San Lorenzo     |          |
| Huracán            | 4 - 1     | Talleres (RdE)  |          |
| Argentinos Juniors | 2 - 4     | River Plate     |          |
| Lanús              | 2 - 3     | Estudiantes     |          |
| Quilmes            | 2 - 0     | Tigre           |          |
| Chacarita Juniors  | 0 - 4     | Racing Club     |          |
| Boca Juniors       | 5 - 2     | Atlanta         |          |
| Ferro Carril Oeste | 2 - 2     | Platense        |          |
| Gimnasia (LP)      | 3 - 4     | Vélez Sarsfield |          |

| Estudiantes       | 4 - 1 | Boca Juniors       |
| Chacarita Juniors | 3 - 2 | Argentinos Juniors |
| Racing Club       | 4 - 1 | Gimnasia (LP)      |
| San Lorenzo       | 5 - 3 | Atlanta            |
| River Plate       | 3 - 1 | Huracán            |
| Talleres (RdE)    | 3 - 2 | Lanús              |
| Platense          | 4 - 1 | Independiente      |
| Vélez Sarsfield   | 2 - 0 | Quilmes            |
| Tigre             | 1 - 3 | Ferro Carril Oeste |

| Fecha 33           | Fecha 33  | Fecha 33           | Fecha 33 |
| Local              | Resultado | Visitante          |          |
| ------------------ | --------- | ------------------ | -------- |
| Quilmes            | 2 - 0     | Racing Club        |          |
| Boca Juniors       | 4 - 2     | Talleres (RdE)     |          |
| Huracán            | 2 - 0     | Chacarita Juniors  |          |
| Lanús              | 0 - 1     | River Plate        |          |
| Independiente      | 3 - 2     | Tigre              |          |
| Atlanta            | 2 - 1     | Estudiantes        |          |
| Platense           | 0 - 2     | San Lorenzo        |          |
| Gimnasia (LP)      | 0 - 0     | Argentinos Juniors |          |
| Ferro Carril Oeste | 2 - 2     | Vélez Sarsfield    |          |

| River Plate        | 0 - 3 | Boca Juniors       |
| Chacarita Juniors  | 1 - 0 | Lanús              |
| Racing Club        | 3 - 2 | Ferro Carril Oeste |
| Argentinos Juniors | 4 - 4 | Quilmes            |
| Gimnasia (LP)      | 1 - 1 | Huracán            |
| San Lorenzo        | 3 - 1 | Estudiantes        |
| Vélez Sarsfield    | 2 - 3 | Independiente      |
| Talleres (RdE)     | 1 - 2 | Atlanta            |
| Tigre              | 2 - 0 | Platense           |

## Goleadores
| Jugador              | Jugador             | Goles | Equipo           |
| -------------------- | ------------------- | ----- | ---------------- |
| Bandera de Argentina | Alberto Zozaya      | 33    | Estudiantes (LP) |
| Bandera de Argentina | Alejandro Scopelli  | 31    | Estudiantes (LP) |
| Bandera de Argentina | Francisco Varallo   | 27    | Boca Juniors     |
| Bandera de Argentina | Herminio Masantonio | 23    | Huracán          |
| Bandera de Argentina | Bernabé Ferreyra    | 20    | Tigre            |